# سينشا
شاي سِنشة أو سِنجة (باليابانية: 煎茶) (نقحرة: سينشا) هو نوع من أنواع الشاي الأخضر الياباني الفاخر، يعتبر هذا الشاي الأكثر شعبية واستهلاكا في اليابان، ويشكل النسبة الأكبر من أنواع الشاي الأخضر المزروعة في اليابان، تختلف انواعه تباعا للمناطق والمواسم التي يزرع فيها وايضا طرق أو اساليب اعداده.
ويحمل اسم سِنشة معنيين:
المعنى الأول يحيل إلى نوع الشاي الأكثر شعبية وانتشارا في اليابان.

أما المعنى الثاني فيحيل على اوراق الشاي التي تنقع، تمييزا لها عن بعض أنواع الشاي الياباني الأخرى التي تطحن ويصنع منها مسحوق كما هو الحال مع شاي ماتشا مثلا.

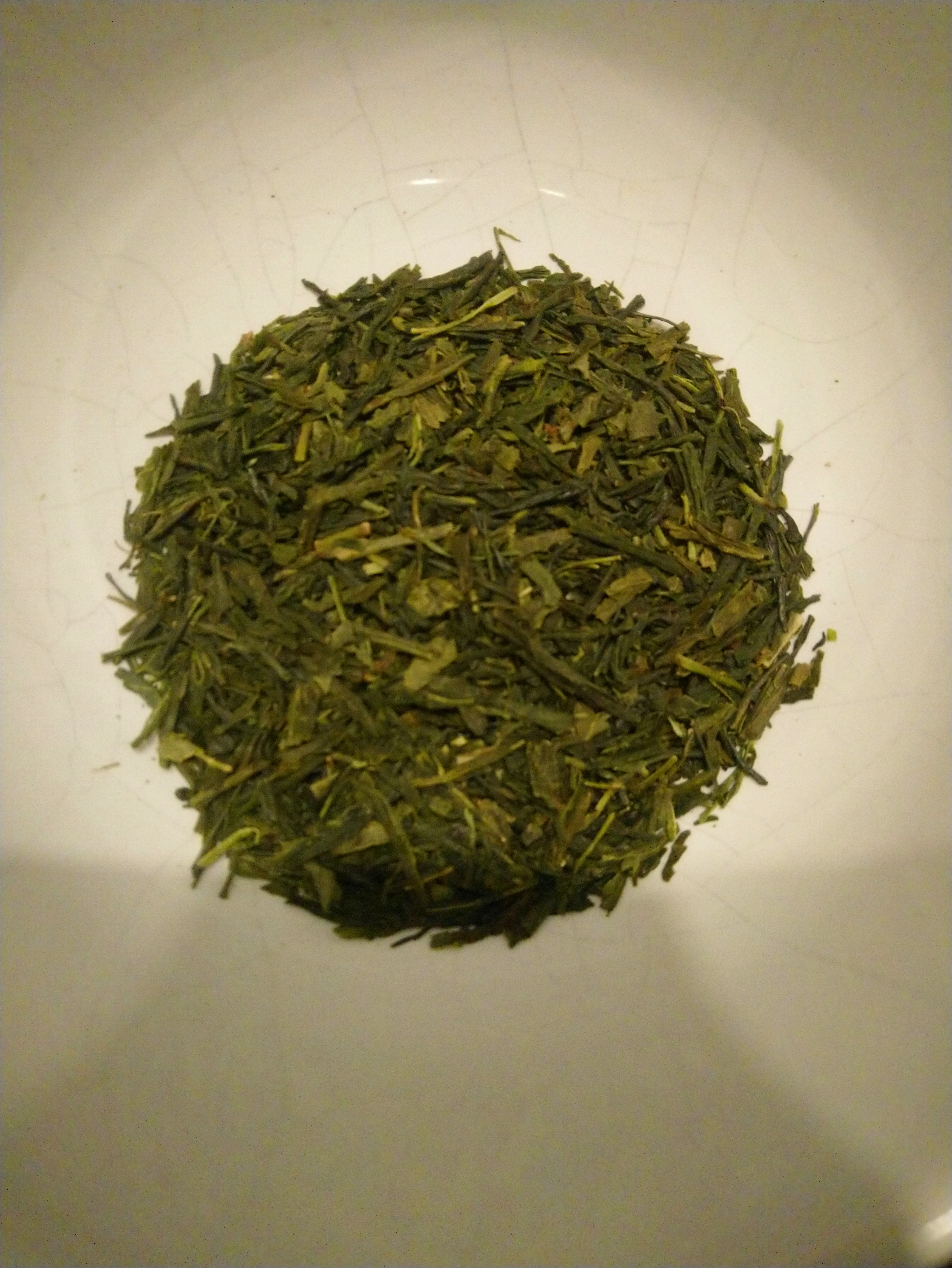
سِنشة

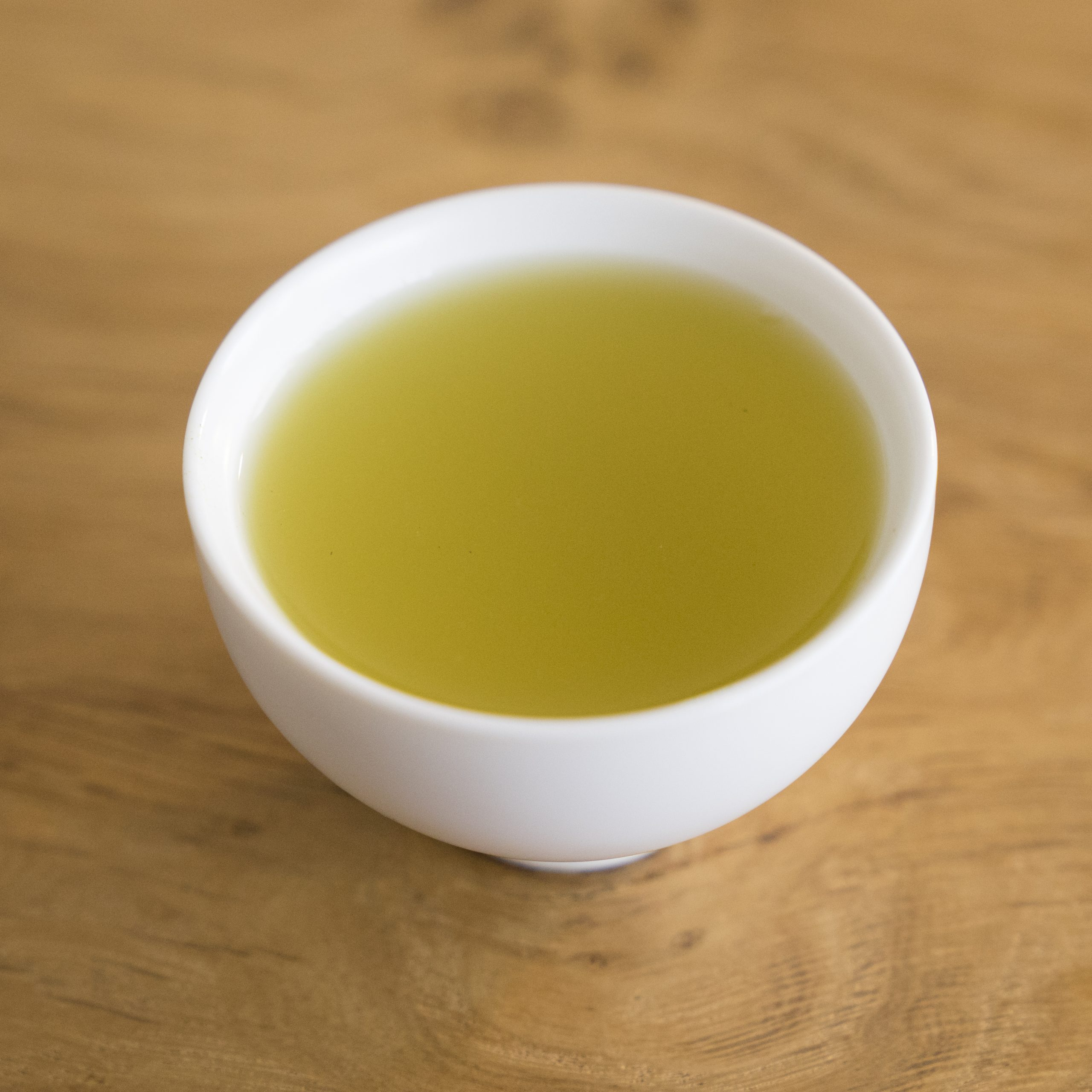
سِنشة

## الزراعة
تجري زراعة أنواع الشاي الاخضر في اليابان بأساليب زراعة مختلفة. ففيما يخص زراعة شاي سِنشة فإنها تتم في حقول مفتوحة معرضة لأشعة الشمس بشكل كامل عكس بعض الانواع الأخرى التي يتم تقليص تعرضها لأشعة الشمس كما هو الشأن على سبيل المثال لنوع شاي (Gyokuro).
فيما يتعلق بعملية قطف أوراق شاي سِنشة فتنجز خلال ثلاثة إلى أربعة مرات في السنة، ويعتبر الحصاد الأول الذي يتم في فصل الربيع الأفضل جودة. هناك درجات جودة مختلفة في هذا النوع من الشاي، فالنوع الفاخر جدا والدرجة الأولى في الجودة يتم قطفه باليد.
هناك أنواع سِنشة لها أسماء فرعية على حسب موسم القطف.
- المحصول الأول يبدأ قطفه مع بداية شهر أبريل ويسمى (一番茶),(Ichibancha or Shincha)
- المحصول الثاني الذي يتم قطفه في نهاية يونيو - يعرف باسم (二番茶),(Nibancha)
- المحصول الثالث الذي يبدأ مع منتصف شهر غشت يسمى (三番茶),(Sanbancha)
- المحصول الرابع الذي يبدأ مع اواخر شتنبر يعرف باسم (四番茶), (Yobancha)

## خصائصه
بعد قطف وجمع اوراق شاي سِنشة تتم معالجته ببخار ماء ساخن لمدة قصيرة بهدف إيقاف عملية التأكسد أو التخمر التي تتعرض لها اوراق الشاي طبيعيا، وهذا من بين العوامل التي تجعل سِنشة مميزا ويختلف عن لون مذاق وشكل أنواع الشاي الصيني.
طعم وجودة هذا النوع من الشاي الياباني تختلف بإختلاف مناطق زراعته والطرق التي يتم اعداده بها، (تقليديا هناك من ثلاثة إلى أربعة مواسم حصاد موسم أبريل ماي، موسم يونيو يوليوز ثم موسم غشت فموسم اواخر شتنبر) فالمحصول الأول الذي يبدأ مع بداية شهر أبريل بجنوب اليابان في محافظة كاغوشيما (Kagoshima Prefecture) يتميز بمذاقه الحلو ولونه الاخضر الفاتح.
أيضا مدة النقع ودراجة حرارة الماء لهما تأثير قوي على طعم سِنشة.

## طريقة اعداده
يتم نقع بين 7 إلى ثمانية غرام من اوراق شاي سِنشة في لتر من الماء البالغة درجة حرارته بين 60 °C درجة 80 °C درجة وذلك لمدة تتراوح بين دقيقة واحدة إلى دقيقتان